# Ásahreppur
Ásahreppur (kiejtése: ˈauːsaˌr̥ɛhpʏr̥) önkormányzat Izland Déli régiójában, amely 1892. július 11-én jött létre Holtamannahreppi két részre szakadásával (Ásahreppur és Holtahreppur). Ásahreppurt 1938-ban két részre osztották: Ásahreppur és Djúpárhreppi.

## Az önkormányzatok egyesülése
2021-ben kezdeményezték Ásahreppur, Mýrdalshreppur, Rangárþing ytra, Rangárþing eystra és Skaftárhreppur önkormányzatok egyesülését Suðurland néven.

## Fordítás
- Ez a szócikk részben vagy egészben  az   Ásahreppur című izlandi Wikipédia-szócikk ezen változatának fordításán alapul.  Az eredeti cikk szerkesztőit annak laptörténete sorolja fel. Ez a jelzés csupán a megfogalmazás eredetét és a szerzői jogokat jelzi, nem szolgál a cikkben szereplő információk forrásmegjelöléseként.